# Danzhou
Dānzhōu (chinês: 儋州) é uma cidade na província de Ainão, na China.